# 윙 커맨더
《윙 커맨더》(Wing Commander)는 오리진 시스템의 우주 전투 시뮬레이션 비디오 게임, 애니메이션 텔레비전 시리즈, 영화, 카드 게임, 소설 시리즈, 액션 피규어로 구성되는 미디어 프렌차이즈이다. 1990년 시작된 이 프랜차이즈는 《윙 커맨더》 비디오 게임과 함께 한다.

## 게임
| 1990 | 윙 커맨더                  |
| 1991 | 윙 커맨더 2: 킬라시의 분노 |
| 1992 |                            |
| 1993 | 윙 커맨더 아카데미         |
| 1993 | 윙 커맨더: 프라이버티어    |
| 1994 | 윙 커맨더 3: 호랑이의 심장 |
| 1994 | 윙 커맨더: 아르마다        |
| 1994 | 슈퍼 윙 커맨더             |
| 1995 |                            |
| 1996 | 윙 커맨더 IV: 자유의 대가  |
| 1996 | 프라이버티어 2: 더 다크닝  |
| 1997 | 윙 커맨더: 예언            |
| 1998 |                            |
| 1999 |                            |
| 2000 |                            |
| 2001 |                            |
| 2002 |                            |
| 2003 |                            |
| 2004 |                            |
| 2005 |                            |
| 2006 |                            |
| 2007 | 윙 커맨더 아레나           |

- 윙 커맨더 (비디오 게임)
- 윙 커맨더 2: 킬라시의 분노(Wing Commander II: Vengeance of the Kilrathi)
- 윙 커맨더 3: 호랑이의 심장(Wing Commander III: Heart of the Tiger)
- 윙 커맨더 4: 자유의 대가(Wing Commander IV: The Price of Freedom)
- 윙 커맨더 5: 예언(Wing Commander: Prophecy)

### 외전
- 윙 커맨더 아카데미
- 윙 커맨더: 프라이버티어
- 윙 커맨더: 아르마다

### 취소된 게임
- 프라이버티어 3
- 스트라이크 팀